# Szabolcs Esztényi
Szabolcs Esztényi (ur. 20 grudnia 1939 w Budapeszcie, zm. 29 czerwca 2024 w Warszawie) – polski pianista, improwizator, kompozytor i pedagog muzyczny, pochodzenia węgierskiego.

## Życiorys
Studiował w Państwowej Wyższej Szkole Muzycznej w Warszawie grę na fortepianie w klasie Margerity Trombini-Kazuro i kompozycję u Witolda Rudzińskiego, kończąc studia z wyróżnieniem.
Po studiach pozostał na stałe w Polsce. Występował jako pianista i improwizator na wielu estradach koncertowych w kraju i za granicą. Jako kompozytor i wykonawca własnych utworów występował m.in. na Międzynarodowym Festiwalu Muzyki Współczesnej „Warszawska Jesień”, festiwalu „Poznańska Wiosna Muzyczna”, „Warszawskich Spotkaniach Muzycznych”, a także za granicą na Budapesti Zenei Hetek, Donaueschinger Musiktage, Festiwalu Pianistycznym w Bergamo-Brescia, Festival d'été de Lanaudière w Quebec, Nordiske Musikdage oraz Rencontres Internationales de Musique Contemporaine de Metz.
Występował z wybitnymi polskimi solistami, m.in. Jerzym Artyszem, Andrzejem Hiolskim, Jadwigą Rappé oraz Kwartetem Wilanowskim. Dokonał wielu prawykonań dzieł polskich kompozytorów.
Od roku 1972 prowadził naukę improwizacji fortepianowej w Akademiach Muzycznych w Warszawie i Łodzi. Od roku 1998 był profesorem sztuk muzycznych. Pochowany na cmentarzu Bródnowskim w Warszawie (kwatera 40C-2-2).

## Kompozycje
- Sześć utworów na fortepian (1967)
- Kwartet smyczkowy (1967)
- Quartetto per batteria (1968)
- Concerto per orchestra sinfonica e pianoforte (1969)
- Andante na dwóch statycznych i trzech ruchomych wykonawców (1969)
- Instrument Laboratorium Perkusyjne na aktora i media elektroniczne (1969)
- Intermezzo nr 2 na flet, puzon, perkusję, fortepian i kartonowe pudła do gry dla publiczności (1970)
- Same tranzystory na 8 do 20 pełnozakresowych odbiorników tranzystorowych z użytkownikami (1970)
- Concerto na taśmę i fortepian (1971)
- Znak jakości: 1, muzyka konceptualna (1972)
- Duo na dwa fortepiany (1972)
- Concertino per due pianoforti (1973)
- Motet na 3 recytatorów polskich (z amplifikacją) (1973-74)
- Sześć etiud na dwa fortepiany (1979)
- Muzyka kreowana nr 1 in memoriam Andrzej Bieżan na fortepian (1987)
- Muzyka kreowana nr 3 in memoriam Tomasz Sikorski na fortepian (1989)
- Muzyka kreowana nr 4 in memoriam 1956 na fortepian i taśmę (1990)
- Wanderer-Phantasy na fortepian (1994)
- Cykadiana na fortepian preparowany (1994)
- Muzyka kreowana nr 5 na fortepian (1995)
- Bramy ogrodu na dwa fortepiany (1999)
- Dedykacja na dwa fortepiany (2002)
- Trzy nowe etiudy na dwa fortepiany (2003)
- Muzyka do przedstawienia poetycko-literackiego O ćwierć wyżej na fortepian totalny (2003)
- Bez tytułu na fortepian (2005)
- Toccata na 2 fortepiany (2006)
- Muzyka kreowana pamięci prof. A. Karużasa na fortepian (2007)
- Spojrzenie z oddali na alt i 2 fortepiany (2007)
- Metamorfozy na głos i fortepian tonalny (2009)
- Dzwony na fortepian tonalny z komputerowym przekształceniem dźwięku (2010)
- ENIGMA? Muzyka kreowana na fortepian solo (2012)
- Introduzione e Toccatina per pianoforte (2015)